# Dennis Gratton
Dennis Gratton (21 tháng 4 năm 1934 – 18 tháng 4 năm 2016) là một cầu thủ bóng đá người Anh có 51 lần ra sân ở Football League thi đấu cho Sheffield United và Lincoln City. Ông thi đấu ở vị trí centre half. Ông cũng thi đấu bóng đá non-league cho Worksop Town và một thời gian ngắn cho Boston United.